# دانيال أنتوني هارت
دانيال أنتوني هارت (بالإنجليزية: Daniel Anthony Hart)‏ هو عالم عقيدة أمريكي، ولد في 24 أغسطس 1927 في لورانس في الولايات المتحدة، وتوفي في 14 يناير 2008.